# فريدريش فوهرر
فريدريش فوهرر (بالألمانية: Friedrich Wührer)‏ (و. 1900 – 1975 م) هو عازف بيانو، وأستاذ جامعي من ألمانيا، والنمسا، ولد في فيينا، يستخدم آلات بيانو، توفي في مانهايم، عن عمر يناهز 75 عاماً.

## التعليم
تعلم في جامعة الموسيقى والفنون التعبيرية في فيينا
.

## وصلات خارجية
- فريدريش فوهرر على موقع IMDb (الإنجليزية)
- فريدريش فوهرر على موقع مونزينجر (الألمانية)
- فريدريش فوهرر على موقع ميوزك برينز (الإنجليزية)
- فريدريش فوهرر على موقع ديسكوغز (الإنجليزية)

- فريدريش فوهرر في قاعدة بيانات الأفلام على الإنترنت